# Dendroplex kienerii
Dendroplex kienerii là một loài chim trong họ Furnariidae.

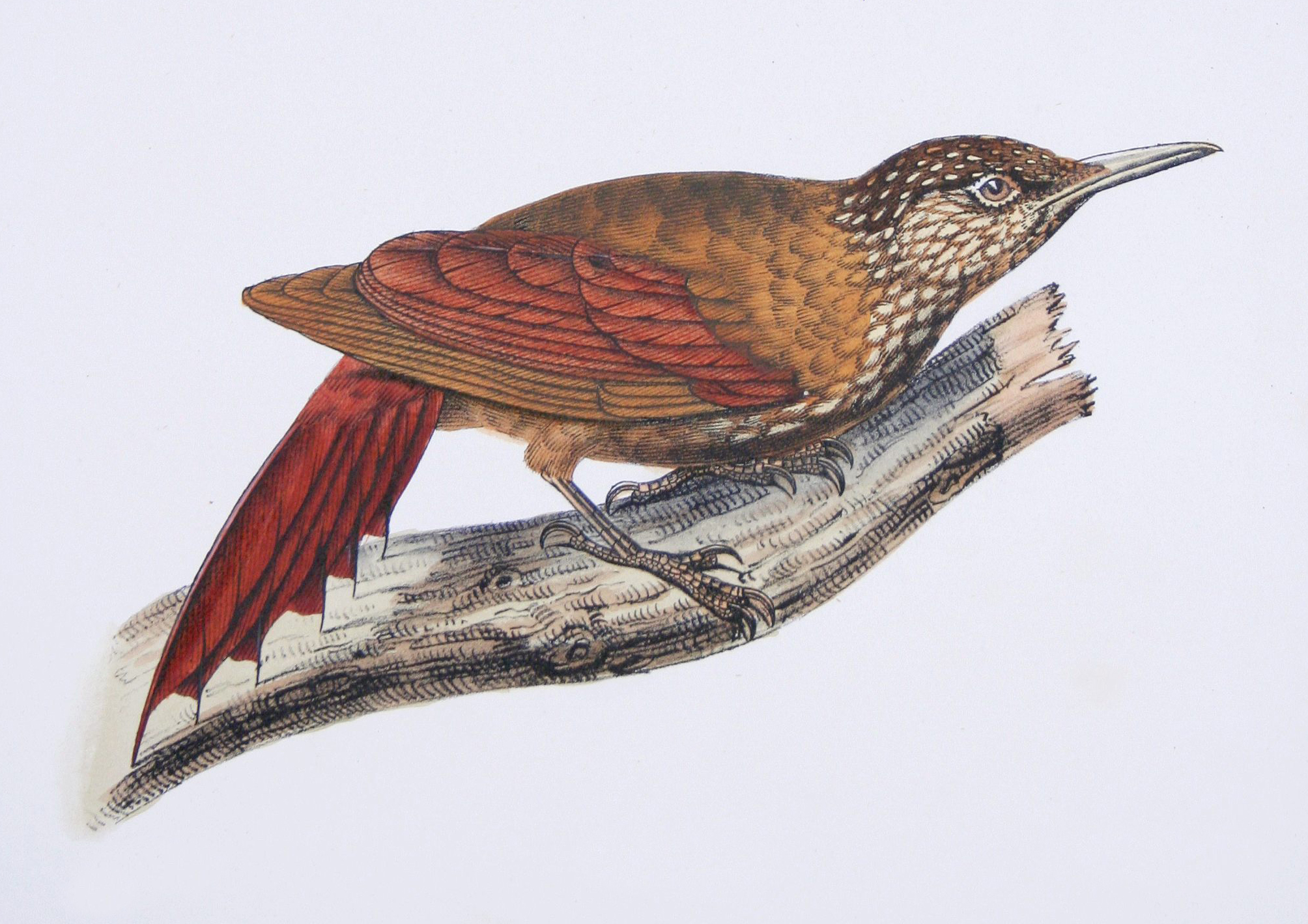